# Lyman L. Lemnitzer

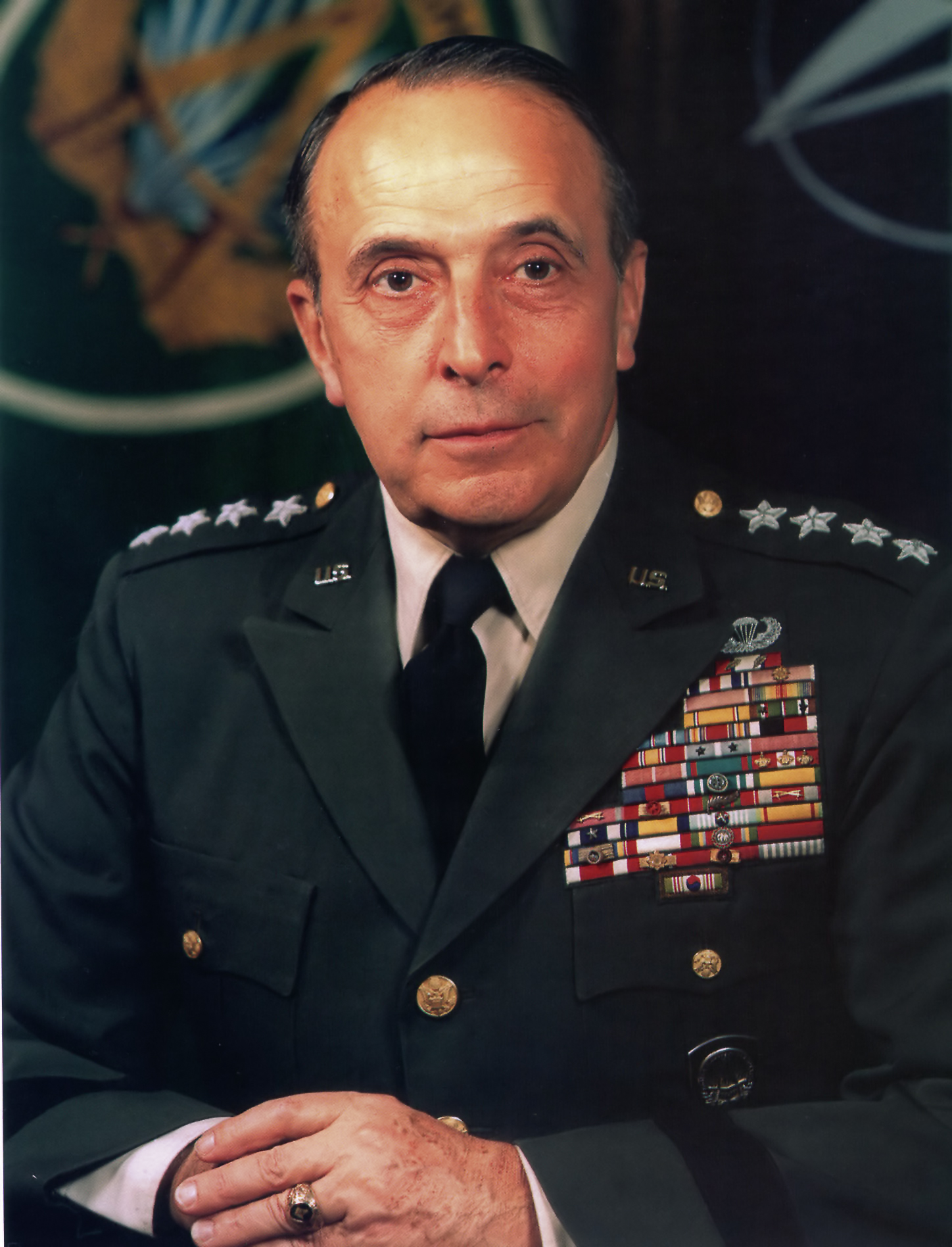
General Lyman L. Lemnitzer

Lyman Louis Lemnitzer (* 29. August 1899 in Honesdale, Pennsylvania; † 12. November 1988 in Washington, D.C.) war ein General der US Army, von 1959 bis 1960 der 21. Chief of Staff of the Army, von 1960 bis 1962 der vierte Vorsitzende der Joint Chiefs of Staff und von 1963 bis 1969 der fünfte Supreme Allied Commander Europe der NATO und somit auch Kommandeur des US European Command.

## Militärische Laufbahn

### Ausbildung und erste Verwendungen
Lemnitzer schloss im Juli 1920 die US Military Academy in West Point ab und wurde auf Wunsch als Second Lieutenant einer Küstenartillerieeinheit zugeteilt. Daher absolvierte er nun die Küstenartillerieschule in Fort Monroe und diente dann von 1921 bis 1926 mit seiner Einheit in den Vereinigten Staaten und auf den Philippinen. 1923 heiratete er Katherine Mead Tyron und wurde dann im Juni 1925 zum First Lieutenant befördert. Von 1926 bis 1930 war Lemnitzer als Ausbilder für Natur- und Experimentalphilosophie an der Akademie in West Point eingesetzt. Danach diente er von 1931 bis 1934 wieder als Truppen- und Stabsoffizier auf den Philippinen, um von 1934 bis 1935 nach West Point zurückzukehren und dort abermals zu lehren. Im August 1935 wurde Lemnitzer dann zum Captain befördert, diente bis 1936 als Ausbilder für Taktik an der Küstenartillerieschule und absolvierte im selben Jahr das Command and General Staff College in Fort Leavenworth sowie 1940 das US Army War College. Dann diente er von 1940 bis 1941 im 70. Küstenartillerieregiment und der 38. Küstenartilleriebrigade (Luftabwehr). In dieser Verwendung wurde er im Juli 1940 zum Major und im Dezember 1941 zum vorläufigen Lieutenant Colonel befördert. Bis 1942 diente Lemnitzer als Planungs- und Operationsoffizier im Generalstab der US Army. Bis zum Juni 1942 wurde er dann zum vorläufigen Colonel und schließlich zum vorläufigen Brigadier General befördert.

### Zweiter Weltkrieg und Koreakrieg
Von 1942 bis 1943 übernahm er das Kommando über die 34. US-Küstenartilleriebrigade und war zugleich Planungs- und Operationsoffizier im Alliierten Hauptquartier unter General Eisenhower in England und Nordafrika, sowie stellvertretender Stabschef der 5. US-Armee in Nordafrika. In dieser Funktion war er auch an der Planung der Invasion Nordafrikas, Operation Torch, und Siziliens, Operation Husky, beteiligt.
1944 wurde er zweimal befördert, erst im Mai zum vorläufigen Major General und zum permanenten Brigadier General im Juni. Dann diente Lemnitzer von 1944 bis 1945 als Stabschef des US-Oberkommandierenden im Mittelmeerraum. Von 1945 bis 1947 diente Lemnitzer im Joint Strategic Survey Committee der Joint Chiefs of Staff. Danach übernahm er bis 1949 die stellvertretende Leitung des National War College und war dann bis 1959 Direktor des Büros für militärische Assistenz des US-Verteidigungsministers. Im Jahre 1952 wurde Lemnitzer dann abermals zweimal befördert, im April zum permanenten Major General und im August zum vorläufigen Lieutenant General. Von 1951 bis 1952 kommandierte er die 11. US-Luftlandedivision in den Vereinigten Staaten und die 7. US-Infanteriedivision im Koreakrieg.
Danach diente er bis 1955 als stellvertretender Stabschef für Planung und Forschung, wurde zum Ende dieser Verwendung im März 1955 zum vorläufigen General befördert und war dann als Kommandierender General der US-Truppen Fernost bzw. der 8. US-Armee eingesetzt. Von 1955 bis 1957 war Lemnitzer zudem als Kommandeur der UN-Truppen unter dem United Nations Command in Korea und als Gouverneur der Ryūkyū-Inseln eingesetzt. Danach war er bis 1959 der stellvertretende Generalstabschef der US Army und übernahm den Posten des Chief of Staff of the Army am 1. Juli 1959 von General Maxwell D. Taylor.

### Stabsverwendungen und Dienst in Europa
Am 1. Oktober 1960 wurde Lemnitzer zum Vorsitzenden der Joint Chiefs of Staff ernannt. In dieser Funktion machte er sich jedoch bei US-Präsident John F. Kennedy unbeliebt, da er während der Invasion in der Schweinebucht und des Vorspiels zum Vietnamkrieg als scharfer Verfechter von militärischen Lösungen auftrat. Zudem musste er vor dem Senate Committee on Foreign Relations über sein Wissen über Major General Edwin Anderson Walker aussagen. Walker war ein extremer Rassist, der aus der Armee entlassen worden war, weil er seine Ansichten in der Armee verbreiten wollte. 
Lemnitzer war einer der Unterzeichner des Plans zur Operation Northwoods 1962. Durch inszenierte Terroranschläge auf US-Einrichtungen sollte damit ein Vorwand für die Invasion Kubas geschaffen werden. Präsident Kennedy verweigerte jedoch die Zustimmung. Lemnitzer unterzeichnete trotzdem und gab Befehl, ein eigenes Marineschiff vor Kuba zu sprengen und es den Kubanern als deren Tat vorzuhalten. Als Folge wurde Lemnitzers Amtszeit als Vorsitzender nicht um weitere zwei Jahre verlängert, und ihm folgte am 1. Oktober 1962 General Maxwell D. Taylor, da dieser das Vertrauen Kennedys genoss. Obwohl der Posten des Vorsitzenden eigentlich den Abschluss einer militärischen Karriere bildet, da es sich hier um den höchsten Posten der US-Streitkräfte handelt, übernahm Lemnitzer unüblicherweise dennoch am 1. November 1962 das Kommando über das US European Command und zwei Monate später, am 1. Januar 1963, auch den Posten des Supreme Allied Commander Europe (SACEUR). Damit übernahm er den Posten unter anderem in der schwierigen Zeit der Zypernkrise von 1963 bis 1964 und des Rückzugs Frankreichs aus der NATO 1966. Den Posten des SACEUR hatte Lemnitzer bis zu seiner Pensionierung im Juli 1969 inne.
Nach seinem aktiven Dienst war er 1975 Mitglied der U.S. President's Commission on CIA activities within the United States (bekannt als Rockefeller-Kommission), die von US-Präsident Gerald Ford eingesetzt wurde, um fragwürdige Aktivitäten des Auslandsnachrichtendienstes Central Intelligence Agency innerhalb der USA zu untersuchen.
Lemnitzer starb am 12. November 1988 in Washington, D. C. und ist auf dem Nationalfriedhof Arlington begraben. Seine Frau Katherin Tyron Lemnitzer (1901–1994) ist mit ihm dort begraben.

## Auszeichnungen
Auswahl der Dekorationen, sortiert in Anlehnung der Order of Precedence of the Military Awards:
- Army Distinguished Service Medal (4 ×)
- Navy Distinguished Service Medal
- Air Force Distinguished Service Medal
- Silver Star
- Legion of Merit (Officer)
- Legion of Merit (Legionnaire)
- National Defense Service Medal
- Korean Service Medal (3 ×)
- Presidential Medal of Freedom (23. Juni 1987)
- Order of the Bath
- Großkreuz des Verdienstordens der Italienischen Republik
- Großkreuz des Ordens der Krone von Italien
- Großkreuz der französischen Ehrenlegion
- Französische Militärmedaille
- Croix de guerre mit bronzener Palme
- Ehrenzeichen der Bundeswehr in Gold
- Orden der Aufgehenden Sonne 1. Klasse
- Großkreuz des Weißen Elefantenordens
- Orden des Weißen Adlers 2. Klasse